# Cristián Bustos
Pour les articles homonymes, voir Bustos.
Cristián Bustos Mancilla, né le 8 décembre 1962 à Santiago du Chili, est un triathlète professionnel chilien.

## Biographie

### Carrière en triathlon
Cristián Bustos est un sportif ayant  de bons résultats en athlétisme quand il commence dans le triathlon en 1984, à la naissance de cette discipline  au Chili. Dans son premier triathlon, qui se tient à Laguna Carén, il arrive en troisième position. L'année suivante, il remporte le triathlon de Viña del Mar. Pour améliorer ses performances en course à pied, il participe à diverses compétitions et remporte le premier marathon organisé à Santiago en avril 1987. Il prépare de la même façon les épreuves cycliste et participe au Tour du Chili. En 1989, il remporte la première édition de l'Ironman de Rio de Janeiro au Brésil, victoire qui le qualifie pour l'Ironman d'Hawaï ou il termine en 16e position.
Le 11 octobre 1992, il obtient son plus grand succès sur le championnat de monde d'Ironman. Ne pouvant soutenir le train imposé par Mark Allen pendant le marathon, il termine à la seconde place, et manque l’opportunité de devenir le premier triathlète latino- américain à gagner le mythique championnat. En 1993 il remporte l’Ironman Allemagne et établit un record de l'épreuve en 8 h 10 min 3 s.
En janvier 1994, il subit un grave accident dans la partie vélo, alors qu'il participe à une compétition en Argentine. Une voiture de la presse locale le heurte et cause des blessures graves qui engagent le pronostic vital. Si le monde du sport pense que cet accident sonne le glas de sa carrière, Cristián Bustos entame pour sa part, une longue et pénible réhabilitation, qui lui permette de se représenter sur des compétitions et d'atteindre la 6e place en 1995, au championnat du monde d'Ironman à Hawaï. Il reçoit pour son retour, le prix « Meilleur comeback de l'année » des Endurance Sport Award.

### Fin de carrière
En 2001, après l'Ironman 70.3 de Pucón, il décide de se retirer de la compétition, mais en 2003, il réapparaît et obtient la quatrième place à Pucón. Il obtient également dans les années suivantes une 2e place à l'Ironman Corée. Il abandonne sur Ironman de Kona en octobre 2005, au seizième kilomètre du marathon, il décide alors de préparer sa retraite officielle du triathlon professionnel, qui finalement arrive en janvier 2006. Il fait ses adieux dans son propre pays, sur une dernière compétition, en prenant la 8e place de l'Ironman 70.3 de Pucón. Lors de sa seconde retraite, il se consacre à former des athlètes dans son club récemment créé, la Team Cristian Bustos sport. 
Cependant, en janvier 2008, Cristián Bustos annonce son troisième retour au triathlon, et participe à quelques compétitions nationales sur courtes distances et s'engage à 44 ans sur l'Ironman 70.3 de Pucón, en janvier 2010, où il obtient une honorable 19e place.

## Palmarès
Le tableau présente les résultats les plus significatifs (podium) obtenus sur le circuit international de triathlon depuis 1989.
| Année | Compétition                                  | Pays         | Position           | Temps           |
| ----- | -------------------------------------------- | ------------ | ------------------ | --------------- |
| 2005  | Ironman Brésil                               | Brésil       | Médaille de bronze | 9 h 2 min 13 s  |
| 2005  | Ironman Corée du Sud                         | Corée du Sud | Médaille d'argent  | 9 h 2 min 26 s  |
| 1999  | Ironman 70.3 Eagleman                        | États-Unis   | Médaille d'argent  | Timing          |
| 1998  | Ironman Canada                               | Canada       | Médaille d'or      | 8 h 54 min 42 s |
| 1993  | Ironman Europe                               | Allemagne    | Médaille d'or      | 8 h 10 min 3 s  |
| 1992  | Ironman - Championnat du monde à Kailua-Kona | États-Unis   | Médaille d'argent  | 8 h 16 min 29 s |
| 1989  | Ironman Brésil                               | Brésil       | Médaille d'or      | Timing          |